# Alexsandro
Alexsandro Victor de Souza Ribeiro (Duque de Caxias, 9 augustus 1999) is een Braziliaans voetballer die bij voorkeur als centrale verdediger speelt. Hij tekende in 2022 voor Lille OSC. In 2025 debuteerde hij voor Brazilië.

## Clubcarrière
Alexsandro trok in 2017 naar Portugal, waar hij begon bij Resende FC. Hij speelde in de Portugese Liga 3 bij Praiense en Amora. In 2022 hielp hij Chaves vanuit de Liga Portugal 2 promoveren naar de Primeira Liga. Op 1 juli 2022 maakte Lille OSC bekend dat de Braziliaan een vierjarig contract heeft getekend. Op 7 augustus 2022 debuteerde hij in de Ligue 1 tegen AJ Auxerre. Op 23 oktober 2022 scoorde hij zijn eerste doelpunt in de Ligue 1 tegen AS Monaco. Op 15 januari 2024 tekende Alexsandro een contractverlenging tot 2028.

## Interlandcarrière
Op 26 mei 2025 werd Alexandro door kersvers Braziliaans bondscoach Carlo Ancelotti opgeroepen voor  Brazilië. Op 6 juni 2025 debuteerde hij in de basiself tegen Ecuador.
1 Mannone ·
2 Mandi ·
4 Alexsandro ·
5 Gudmundsson ·
6 Bentaleb ·
7 Haraldsson ·
8 Angel Gomes ·
9 David ·
10 Cabella ·
11 Sahraoui ·
12 Meunier ·
13 Zedadka ·
14 Umtiti ·
16 Caillard ·
17 Mukau ·
18 Diakité ·
19 Fernandez-Pardo ·
20 Bakker ·
21 André  ·
22 Santos ·
23 Zhegrova ·
26 André Gomes ·
27 Bayo ·
28 Fernandes ·
29 Mbappé ·
30 Chevalier ·
31 Ismaily ·
32 Bouaddi ·
Coach: Génésio
· Assistent-coach: Bréchet